# Ghauri (misil)
El Ghauri–I (urdu: غوری-ا ; nombre en clave oficial: Hatf–V Ghauri–I) es un misil balístico de alcance medio tierra-tierra con base terrestre, en servicio actual con el Comando de Fuerzas Estratégicas del Ejército de Pakistán, un mando subordinado de la División de Planes Estratégicos.
Influenciado por el diseño del Nodong-1 de Corea del Norte, su extensa modificación e ingeniería tuvo lugar en los Laboratorios de Investigación Kahuta (KRL) en la década de 1990 con el objetivo de desarrollar un sistema electrónico que utiliza un motor de cohete de combustible líquido de una sola etapa para transportar una carga útil de 700 kg para una autonomía de 1.500 km. Esto es suficiente para llegar a la mayor parte, si no a toda la India. Se produjeron dos variantes del Ghauri en el marco del programa secreto de investigación de misiles iniciado en 1987 y se canceló el desarrollo de una tercera variante. El Ghauri-II utiliza una mayor longitud del conjunto del motor y propulsores mejorados para un mayor alcance de 2300 km (1400 millas).
El misil lleva el nombre de Muhammad de Gur, mientras que la designación "Hatf" proviene del nombre de la espada o lanza del profeta islámico Mahoma.